# پلانینتس
پلانینتس (به بلغاری: Planinets) یک منطقهٔ مسکونی در بلغارستان است که در ایوالوفگراد واقع شده‌است.